# Eupseudosoma niveum
Eupseudosoma niveum är en fjärilsart som beskrevs av Augustus Radcliffe Grote 1866. Eupseudosoma niveum ingår i släktet Eupseudosoma och familjen björnspinnare. Inga underarter finns listade i Catalogue of Life.